# Красилово (озеро, Свердловская область)
Краси́лово — озеро на Среднем Урале, в Невьянском районе Свердловской области, в окрестностях посёлка городского типа Верх-Нейвинского.

## География
Озеро Красилово расположено между екатеринбургским и нижнетагильским направлениями Серовского тракта, в районе транспортной развязке при повороте на посёлок Верх-Нейвинский, в 10 километрах от последнего. Километраж по Серовскому тракту в направлении на Нижний Тагил и Серов — 66 км.
Озеро Красилово находится в лесистой местности. Имеет форму чаши. Вытянуто приблизительно на 900 м с северо-востока на юго-запад. В юго-западную часть озера впадает небольшой ручей. Из северо-западной части водоёма вытекает водоток, впадающий в соседнее Шайтанское озеро, расположенное в 3-х километрах к северо-западу от Красилова. Северо-западнее озера находится небольшое болото.
Вода в озере прозрачная, чистая. Дно песчаное. Берега пологие. Урез воды — 264,5 метра над уровнем моря. Площадь водоёма — 0,3 км².

## Отдых
На южном берегу озера расположена база отдыха «Красилово», севернее автодороги, связывающей тагильское и екатеринбургское направления Серовского тракта.